# John Carmack
John D. Carmack II (21 de agosto de 1970) es un programador de juegos estadounidense y cofundador de id Software. Fue el principal programador de juegos de id, tales como Commander Keen, Wolfenstein 3D, Doom, Quake, Rage y sus secuelas. Se le conoce por sus innovaciones en los gráficos 3D, es el fundador e ingeniero principal de Armadillo Aerospace, empresa que se dedica a la construcción de cohetes espaciales. En agosto del 2013 tomó la posición de Director de Tecnología en la compañía Oculus VR, la cual fue comprada por lo que fue Facebook (actualmente Meta) en el año 2014.

## Biografía
Carmack creció en la ciudad de Kansas y se interesó en la informática desde una edad muy temprana. A los 14 años Carmack y otros amigos intentaron robar una Apple II pero fueron capturados y Carmack paso un año en un hogar de menores, según su psicólogo «no tenía ninguna empatía por los demás seres humanos». Cuando salió sus padres le compraron un ordenador Apple II y se encerraba por días en su habitación, donde comenzó a programar sus propios juegos. Estudió en la Universidad de Kansas por dos semestres antes de abandonar sus estudios para trabajar como programador independiente. Softdisk, una empresa de juegos, contrató a Carmack uniéndolo con John Romero, otro futuro miembro de id Software. En Softdisk produjeron el primero de la serie de juegos Commander Keen en 1990, antes de que Carmack y el resto del equipo abandonara la empresa para crear id.
Las habilidades de Carmack como programador permitieron el desarrollo de los primeros juegos de acción en primera persona (First Person Shooter o FPS), Wolfenstein 3D, Doom y Quake, entre otros. Los motores de juegos producidos por Carmack han obtenido siempre mayor ventaja de los desarrollos en hardware para PC antes que otros desarrolladores. Carmack es autor de varias técnicas algorítmicas para gráficos de computadora, en particular el cacheo de superficies.
Reconocido como uno de los líderes técnicos en el mundo de los juegos para computadora, los motores de juegos de Carmack han sido licenciados y utilizados en algunos de los juegos de acción en primera persona más influyentes en la historia del género, incluyendo Half-Life y Medal of Honor.
Su último trabajo en id software antes de irse a Oculus Vr fue el motor gráfico llamado id Tech 5. Este motor gráfico forma parte del título de id software llamado Rage que salió en el mes de octubre del 2011.
Posteriormente utilizarían el id Tech 6 en Doom (2016).